# As It Was
As It Was – singel brytyjskiego piosenkarza Harry’ego Stylesa, promujący album studyjny Harry’s House. Singel został wydany 31 marca 2022.
Kompozycja znalazła się na 1. miejscu listy OLiA, najczęściej odtwarzanych utworów w polskich rozgłośniach radiowych. Nagranie otrzymało w Polsce status diamentowej płyty, przekraczając liczbę 250 tysięcy sprzedanych kopii.

## Geneza utworu i historia wydania
Piosenka została napisana i skomponowana przez Kida Harpoona, Tylera Johnsona i Harry’ego Stylesa.
Singel ukazał się w formacie digital download 31 marca 2022 w Polsce za pośrednictwem wytwórni płytowej Columbia Records. Piosenka została umieszczona na trzecim albumie studyjnym Harry’ego Stylesa – Harry’s House.

## „As It Was” w stacjach radiowych
Nagranie było notowane na 1. miejscu w zestawieniu OLiA, najczęściej odtwarzanych utworów w polskich rozgłośniach radiowych.

## Teledysk
Do utworu powstał teledysk, który udostępniono 1 kwietnia 2022 za pośrednictwem serwisu YouTube.

## Lista utworów
- Digital download[5]

1. „As It Was” – 2:47

## Notowania

### Pozycje na listach airplay
| Kraj   | Lista                          | Najwyższa pozycja |
| ------ | ------------------------------ | ----------------- |
| Polska | OLiS – oficjalna lista airplay | 1                 |

## Certyfikaty
| Kraj                     | Certyfikat         |
| ------------------------ | ------------------ |
| Polska (ZPAV)            | diaMENTOWA płyta   |
| Stany Zjednoczone (RIAA) | platynowa płyta    |
| Wielka Brytania (BPI)    | 3x platynowa płyta |